# Heinrich von Würben

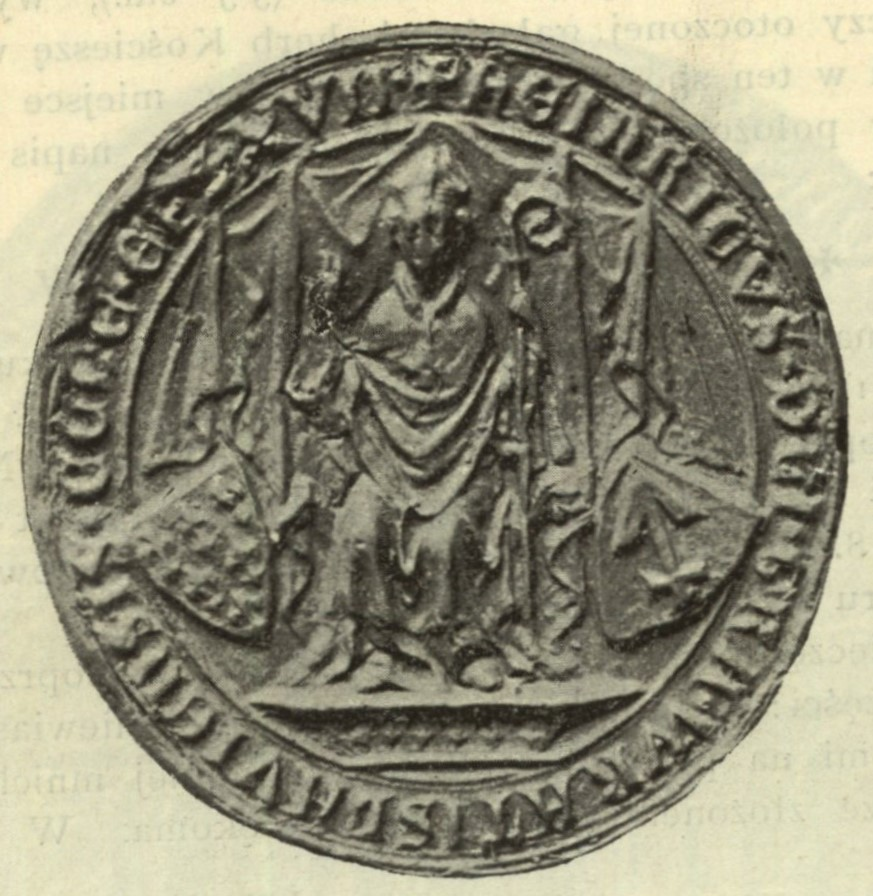
Siegel

Heinrich von Würben (polnisch Henryk z Wierzbna; tschechisch Jindřich z Vrbna; † 23. September 1319) war Fürstbischof von Breslau.

## Herkunft und Werdegang
Heinrich entstammte dem schlesisch-mährischen Rittergeschlecht Würben. Schon früh stand er in Verbindung mit Herzog Heinrich IV. 1290 wurde er Domherr in Breslau.

## Fürstbischof von Breslau
Nach dem Tod des Breslauer Bischofs Johann III. Romka wurde Heinrich von Würben mit Unterstützung des böhmischen und gleichzeitigen polnischen Königs Wenzel II. 1301 vom Breslauer Domkapitel zu dessen Nachfolger gewählt. Die Bischofsweihe erfolgte am 19. März 1302 durch den Gnesener Erzbischof Jakub Świnka.
Im Auftrag des Mainzer Erzbischofs Gerhard von Eppstein krönte Heinrich von Würben 1303 in Prag König Wenzels Gemahlin Elisabeth Richza zur Königin von Böhmen.
Während seiner Amtszeit förderte Heinrich von Würben den Anschluss Schlesiens an Böhmen und unterstützte die böhmischen Přemysliden sowie nach ihrem Aussterben (1306) die Luxemburger. Gleichzeitig lockerte er die Beziehungen zum Gnesener Erzbischof, dem er eine Einmischung in Angelegenheiten des Breslauer Sandstifts untersagte. Der Konflikt hatte zur Folge, dass Heinrich gebannt und über die Stadt Breslau ein Interdikt verhängt wurde. Auch mit dem Päpstlichen Legaten Nicolaus Boccasini, dem späteren Papst Benedikt XI., hatte er eine Auseinandersetzung. Von 1309 bis 1313 hielt sich Heinrich am Päpstlichen Hof in Avignon auf und nahm vermutlich am Konzil von Vienne teil.
1305 und 1316 veranstaltete er Diözesansynoden. Er ging streng gegen Häretiker, besonders gegen die Beginen und Begarden in Schweidnitz und Neisse vor und achtete auf die Disziplin des Klerus. Der gotische Breslauer Dom, in dem er nach seinem Tod bestattet wurde, konnte während seiner Amtszeit fertiggestellt werden.